# Vorates
Vorates là một chi bướm ngày thuộc họ Bướm nâu.